# Alberto Giacometti

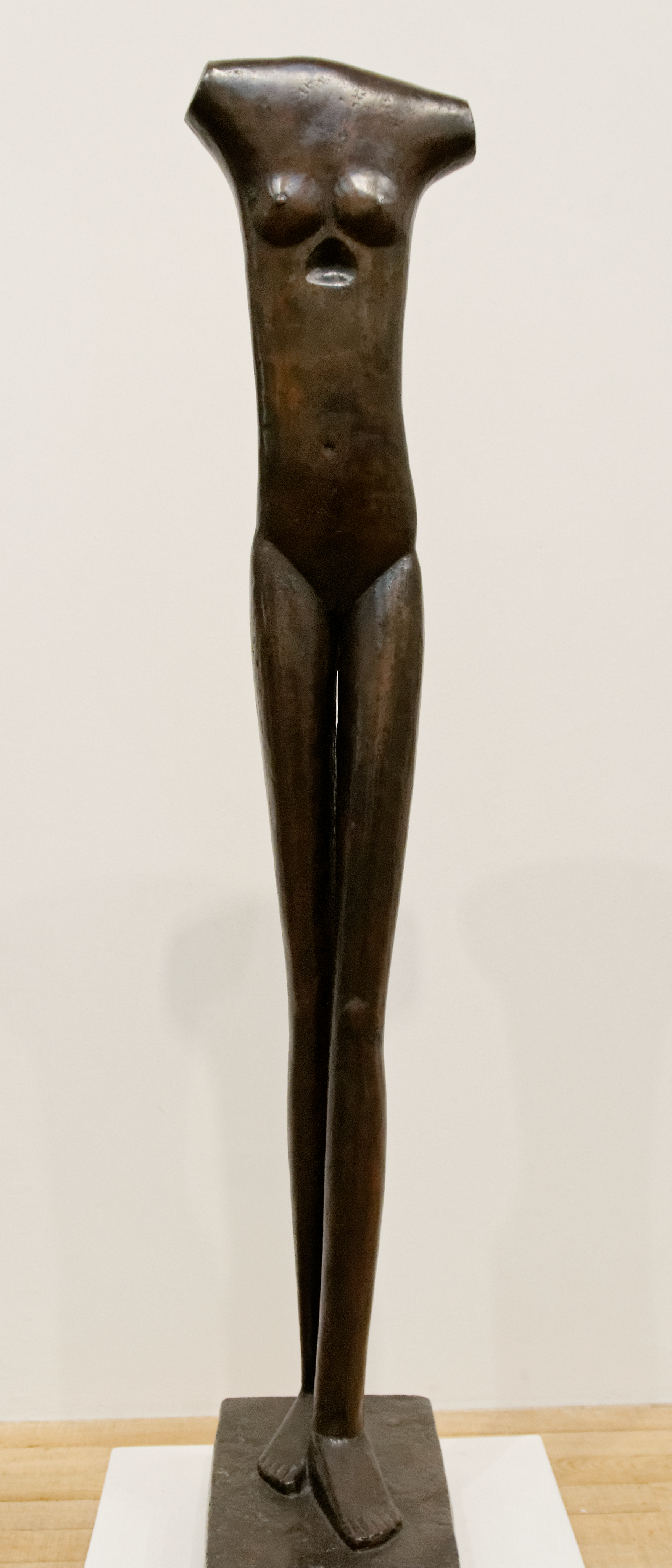
Alberto Giacometti - Femeie mergând

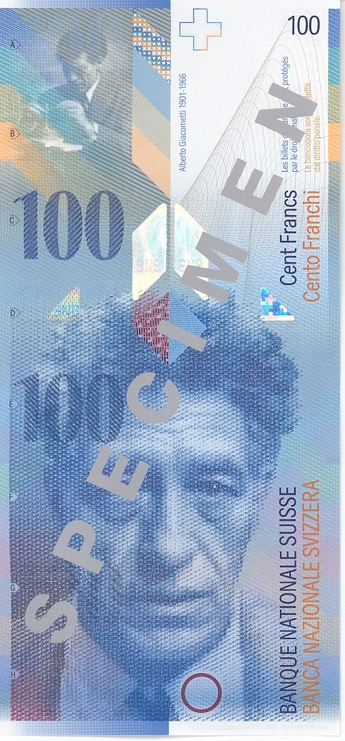
Alberto Giacometti pe bancnota de 100 de franci elvețieni

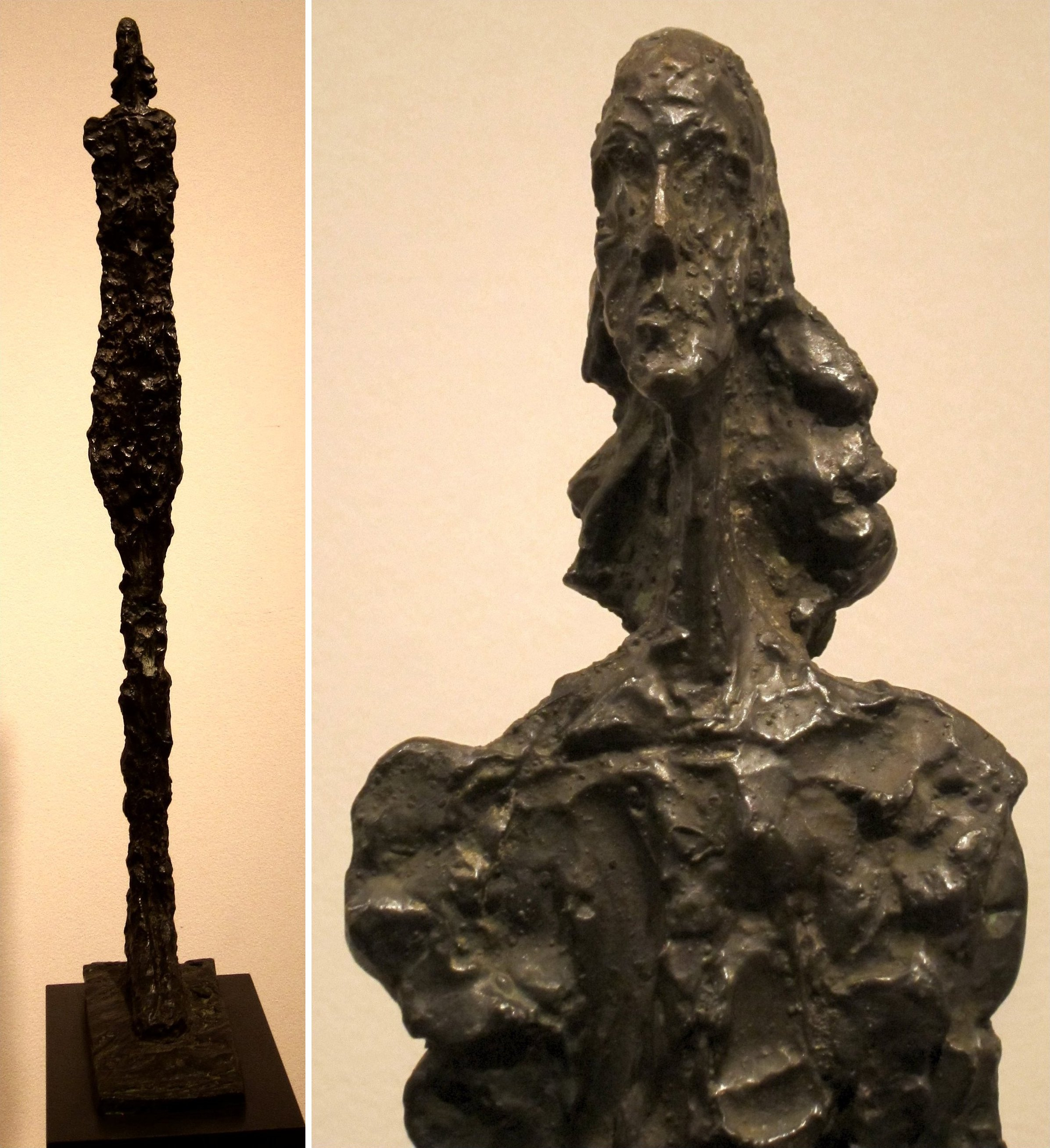
Alberto Giacometti - Femeie din Veneția VII, 1956, Galeria de Artă din New South Wales

Alberto Giacometti (n. 10 octombrie 1901, Borgonovo⁠(d), Bergell⁠(d), cantonul Graubünden, Elveția – d. 11 ianuarie 1966, Cuira, cantonul Graubünden, Elveția) a fost un sculptor și pictor elvețian, cunoscut mai ales pentru sculpturile sale în stil suprarealist iar mai târziu pentru reprezentarea filiformă a figurilor omenești.
Giacometti este originar din provincia Ticino de limbă italiană a Elveției, unde s-a născut în 1901 în orașul Borgonovo, fiu al lui Giovanni Giacometti, el însuși pictor neo-impresionist, care i-a dat și primele lecții de desen și pictură. Își desăvârșește studiile artistice la Școala de Arte Frumoase (École des Beaux-Arts) și Școala de Arte și Meserii (École des Arts et Métiers) din Geneva. În 1921 pleacă la Roma pentru a studia operele marilor maeștri italieni din trecut. Îl pasionează în special creațiile lui Giotto și Tintoretto, care îi inspiră idea de a realiza o artă lipsită de intelectualism, orientată către originile sale primitive.
În 1922, Giacometti se stabilește la Paris, unde urmează cursurile de sculptură ale lui Antoine Bourdelle, experimentând în acelați timp stilul cubist. Se apropie tot mai mult de curentele avangardiste și deschide un atelier împreună cu fratele său Diego, care-i va fi asistent până la sfârșitul vieții.
Începând din anul 1927 expune cu regularitate la "Salon des Tuileries" sculpturile sale suprarealiste, cum este de ex. grupul întitulat Bărbat și femeie, în care se recunosc și elemente cubiste. Este recunoscut de critică și începe să înregistreze și succes la public. Vine în contact cu reprezentanții vieții artistice și literare din Paris, ca Jean Arp, Joan Miró, Max Ernst, Louis Aragon, Paul Eluard. Se atașează în special de André Breton, fondatorul mișcării suprarealiste, contribuind cu articole și desene la revista "Le Surréalisme servant la Révolution".
Urmează o nouă perioadă între 1933 și 1940, în care se concentrează asupra studiului fizionomiei umane, pornind de la privire, "sediul gândurilor". Apoi desenează și pictează corpuri omenești întregi, în tentativa de a uni identitatea ființelor umane individuale dintr-o singură privire. În acest timp se apropie de Picasso, precum și de scriitori înnoitori ai stilului literar, ca Samuel Beckett și Jean-Paul Sartre, cu care stabilește un dialog care va duce la influențe reciproce.
În timpul celui de-al doilea război mondial trăiește la Geneva, apoi, în 1946, se întoarce la Paris, unde începe o nouă fază în creația sa artistică. Figurile sale se alungesc, devin aproape filiforme, într-un spațiu care le conține și în același timp le completează.
În 1962 primește "Marele Premiu" pentru sculptură al Bienalei din Veneția.
Ultimii ani sunt caracterizați de activitate frenetică, organizând mari expoziții în principalele orașe ale Europei. Deși grav bolnav, se duce la New York, unde în 1965 se organizează o expoziție retrospectivă la "Museum of Modern Art". Ca ultimă lucrare, prepară textul pentru cartea "Paris sans fin", care cuprinde o secvență de 150 litografii cu imagini din toate locurile văzute. Se stinge din viață la Chur în Elveția, la 11 ianuarie 1966, fiind înmormântat în Borgonovo, orașul său natal.